# Lehmannia melitensis
Lehmannia melitensis (Lessona & Pollonera, 1882) è un mollusco gasteropode terrestre della famiglia Limacidae.

## Descrizione

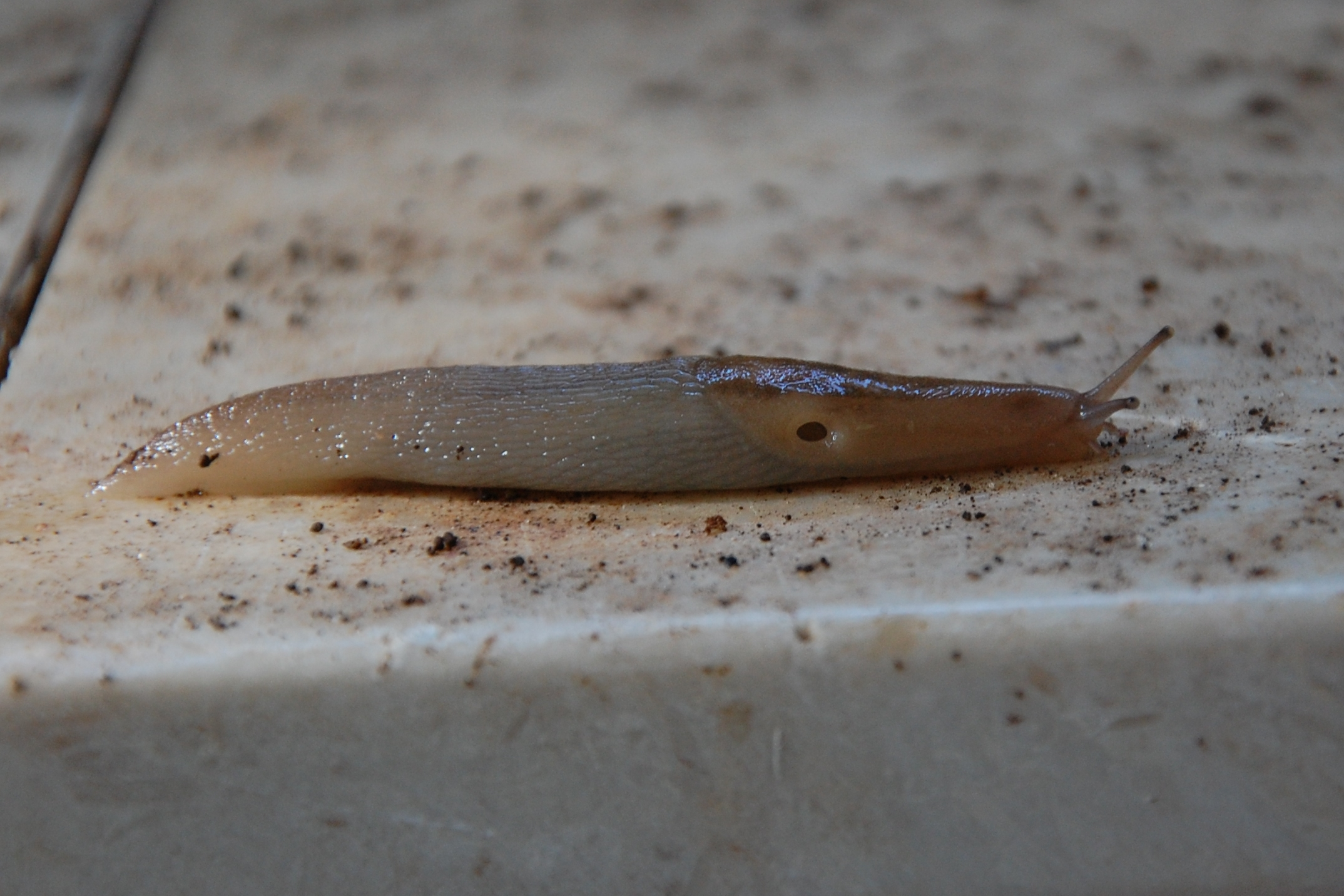

## Distribuzione e habitat
La specie è diffusa a Malta, in Sicilia (comprese le isole Eolie), in Sardegna e nell'arcipelago Toscano.